# Itsuka Tenma no Kuro Usagi

(|Itsuka Tenma no Kuro Usagi)|いつか天魔の黒ウサギ}} é uma série de light novel japonesa escrita por Takaya Kagami, com ilustrações de Yuu Kamiya. O primeiro volume da light novel foi lançado em 20 de novembro de 2008 e a série terminou 25 de dezembro de 2013 com 13 volumes, foram publicados pela editora fujimi shobo na revista Dragon Magazine. a série também possui um spin-off, Kurenai Gekkō no Seitokaishitsu (紅月光の生徒会室?), que começou a ser publicado a partir de 20 de abril de 2011, onde possui até o momento 3 volumes. Uma adaptação para mangá ilustrada por Shiori Asahina, começou a ser publicada na revista Monthly Dragon Age em 9 de outubro de 2009 e terminou com 3 volumes. Uma adaptação da série em anime, produzida pelo estúdio Zexcs com direção de Takashi Yamamoto, começou a ser transmitida em 9 de julho de 2011 e possui 12 episódios. 

## Sinopse
Kurogane Taito é um estudante do colégio Miyasaka e o personagem principal da história. Após uma lesão que o impediu de praticar karatê, do qual se destacou desde o ensino fundamental, ele conheceu a vampira Saito Himea, e pouco tempo depois ela usou um feitiço que o tornou imortal, porém, após alguns eventos ele perdeu sua memória e começou a viver como uma pessoa normal. No entanto, em um momento quando ele já está no colegial, ele começa a se lembrar da Saito Himea e também de uma promessa esquecida há nove anos. Então, ele percebe que não é efetivamente uma pessoa normal. Taito mais tarde passou a recuperar suas memórias, depois de um certo incidente, e se reencontrou com Saito Himea. Juntamente com estranhos aliados, Kurenai Gekkou, um estudante do colégio Miyasaka e presidente do conselho estudantil e se auto-proclama um gênio, procurando vingança por seus pais, e Andou Mirai, um demônio que foi originalmente enviada para matar Gekkou, mas foi dominada por ele e forçada a fazer um contrato. Eles têm que lutar contra o irmão gêmeo de Gekkou, Kurenai Hinata, que procurou ressuscitar um poderoso vampiro, Bahlskra. Desconhecido para eles, seus destinos já foram traçados e anunciados em uma antiga profecia de proporções épicas.

## Personagens
Taito Kurogane (鉄 大兎, Kurogane Taito)
Seiyū: Shinnosuke Tachibana
Ele é um garoto de cabelos prateados, com 16 anos de idade e estudante do colégio Miyasaka, o protagonista da história. Kurogane Taito foi um excelente lutador de karatê quando era jovem, mas teve de desistir devido a uma lesão em sua perna. Desde então, ele acreditava ser apenas um cara comum. No entanto, suas memórias de um evento de há nove anos foram recordadas, durante o qual ele havia feito um contrato com uma garota bonita chamada Saito Himea e adquiriu uma capacidade extraordinária, que lhe concede uma forma de imortalidade condicional. No início da história, ele consegue recuperar essas memórias depois de um certo incidente, e passa a se reunir com Saito Himea. Mais tarde, ele adquire mais poderes e jura proteger Saito Himea da Tenma (天魔). Enquanto "Tenma" é normalmente traduzido como um espírito maligno ou demônio, na história, é uma existência especial diferente dos espírito do mal convencionais. Ele lembra-se aos poucos os sentimentos que ele tinha para com ela e percebe que ele está se apaixonando por ela.
Himea Saito (サイトヒメア, Saito Himea)
Seiyū: Megumi Takamoto
Excluindo o selado Bahlskra, Saito Himea é a última da raça dos vampiros. Saito Himea é descrita como tendo uma personalidade de certa forma travessa, possui olhos vermelhos, lábios cor de rosa, e cabelos coloridos, que terminam em um variação de cores. Desde que ela nasceu, todos ao seu redor tem procurado e caçado o seu poder, para salvar Taito, a quem ela se apaixonou e, posteriormente, formaram um contrato, ela teve de se entregar a uma organização após o irmão gêmeo de Gekkou, Kurenai Hinata, atacar eles. Mais tarde, ela entra para o colégio Miyasaka como uma estudante e, juntamente com Taito, passa a fazer parte do conselho estudantil ao lado do estudante e alto-proclamado gênio, Gekkou e de uma garota demônio chamada Andou Mirai.

## Ligações Externas
- Itsuka Tenma no Kuro Usagi (anime) na enciclopédia do Anime News Network (em inglês)